# TEC10
Le TEC10 (Taux de l'Echéance Constante à 10 ans) est un indice quotidien des rendements des emprunts d'État à long terme correspondant au taux de rendement actuariel d'une obligation du Trésor fictive dont la durée serait de 10 ans.
Il est calculé chaque jour à partir des cotations des deux OAT (Obligation assimilable du Trésor) encadrant la durée de 10 ans données par les SVT (Spécialiste en valeurs du Trésor) à 10 h. Une interpolation linéaire est effectuée pour obtenir le 10 ans.
Il est publié par l'Agence France Trésor.